# 廻廻奇譚
「廻廻奇譚」（かいかいきたん）は、Eveの楽曲。メジャー4作目のデジタルシングルとして2020年10月3日に各音楽配信サービスにてリリースされた。テレビアニメ『呪術廻戦』の第1クールオープニング主題歌に起用されている。
本楽曲はアニメとともに大きなヒットを記録し、YouTubeのミュージックビデオの再生回数は2.8億回、ストリーミングは3億回再生、デジタルセールスは30万DLに達している。

## 背景
2020年8月11日、10月より放送されるアニメ『呪術廻戦』のオープニングテーマに本楽曲が起用されることが発表された。翌月19日には楽曲の配信日が明かされ、同時に本楽曲を使用したアニメのプロモーションビデオ第3弾がYouTubeで公開された。
前作の配信シングル「白銀」から約10か月ぶりの配信リリースとなっている。かねてより漫画『呪術廻戦』の読者であったEveはOP主題歌に起用されたことについて「感慨深い」と述べ、また次のようにコメントした。
| 「 | 己に真っすぐな虎杖の生き様と葛藤には、考えさせられる瞬間が沢山ありました。 エネルギーのあるこの作品にどのような形で寄り添えるのか、そういうことを考えながら音楽を作りました。 | 」 |

## 制作
Eveは楽曲を制作するにあたり、漫画原作を1巻から最新巻まですべて読み返し、作品のイメージを改めて落とし込んだ。はじめに90秒のデモを制作し、その後アニメ監督の要望をもとに、激しい曲調が加わるようサビ部分に大サビ的な展開を付け加えたと述べている。制作にあたってEveは、「僕の声質はどちらかというと軽い声だと思っている」ために、「その声でどうダークで疾走感のあるドシッと重い歌を歌えるかをものすごく考えさせられた」といい、「今までの曲作りでは意識してこなかったことを大事にしたので、自分にとっても思い入れの深い1曲になりました」と述べている。

## 音楽性
楽曲は、疾走感とヘヴィネスを兼ね備えたサウンドとドラマティックに展開するメロディを特徴とするアッパーチューンである。1番のサウンドはソリッドなギターを中心とした疾走感溢れるバンドサウンドが軸になっているのに対して、2番のAメロ部分ではハーフテンポのトラップ風ビートにアレンジが変化している。
歌詞には「呪術廻戦」のストーリーと重ねられた部分もあり、主人公の虎杖悠仁が辿る命運を想起させたり、今後の展開を予感させるフレーズが多々ある。

## 評価と批評
- リアルサウンドの流星さとるは、「地を這うようなAメロから、ハイトーンで一気に急浮上するBメロを経て、さらに加速度を増すサビの駆け抜けていくようなフィーリング」について「アニソンらしい外連味を味わえると同時に、それぞれ仄暗い過去や苦い経験を持ちながら己の信念を胸に前へ進む、呪術師たちの光と影を併せ持つ一面をそのまま表しているよう」と述べた[16]。
- ロッキング・オンの小松香里は、「4分にも満たない楽曲だが、効果的なボーカルエフェクトも含め、膨大な音とアレンジが注入され、混沌とした世界を戦い抜くための闘争心が鮮明に映し出されている。」とコメントしている[17]。

## チャート成績
本楽曲は、2020年10月7日に公開された発売初週のビルボード・ジャパンチャートにて、ダウンロード11位、ストリーミング100位圏外、総合64位に初登場した。
その後もダウンロードチャート「Download Songs」において10位前後の順位を維持し続け、リリースから3ヵ月近くが過ぎた2020年12月30日公開の「Streaming Songs」にて7位 (5,833,798再生) を獲得し、初のTOP10入りを記録。総合チャート「JAPAN HOT 100」でも初のTOP10入りを果たした。翌々週1月18日付のビルボード・ジャパンチャートでは、ダウンロード10位 (10,571DL)、ストリーミング6位 (5,761,971再生) を記録し、「JAPAN HOT 100」では最高位となる7位を獲得した。
2021年3月10日、3月15日付の「Streaming Songs」で8位を記録し、ストリーミング累計再生回数が1億回を突破したことが発表された

### 認定と売上
|                                | 認定 (RIAJ)        | 売上/再生回数                       |
| ------------------------------ | ------------------ | ----------------------------------- |
| ダウンロード                   | N/A                | 349,000 DL                          |
| ストリーミング                 | トリプル・プラチナ | 300,000,000 回再生（2023年1月時点） |
| *認定のみに基づく売上/再生回数 |                    |                                     |

## 映像作品
ミュージックビデオの監督は佐伯雄一郎が務めており、TVアニメ『呪術廻戦』の映像を使用したものとなっている。2020年11月20日にYouTubeで公開され、翌年2021年4月13日に再生回数が1億回を突破した。
2021年3月26日にはストリーミング累計再生回数が1億回を突破したことを記念して、撮り下ろしのライブパフォーマンス映像（Live Film Ver）がYouTubeにて公開された。

## 収録内容
| #         | タイトル     | 作詞・作曲 | 編曲      | 時間 |
| --------- | ------------ | ---------- | --------- | ---- |
| 1.        | 「廻廻奇譚」 | Eve        | Numa      | 3:44 |
| 合計時間: | 合計時間:    | 合計時間:  | 合計時間: | 3:44 |

## カバー
- オーイシマサヨシ - テレビ朝日系「アニソンバトルBEST20」にて歌唱[30]。
- MY FIRST STORY - 2021年7月14日発売の8thシングル「告白」に収録[31]。
- りぶ - 2021年11月24日発売のアコースティックカバーアルバム「PLAYLIST」にアコースティックバージョンで収録。
- Toshl - テレビ朝日系「ミュージックステーション ウルトラSUPER LIVE 2021」にて歌唱。
- Roselia［湊友希那（相羽あいな）］ - 2022年3月12日にゲーム『バンドリ! ガールズバンドパーティ!』に追加収録[32]。
- TRIX - 2021年12月22日発売のアニソン・カバーアルバム「CoverX」に収録。
- GARNiDELiA - 2022年7月1日に配信リリース。MVも制作され自身のYouTubeチャンネルにて公開。
- 小柳ゆき - 2022年8月2日発売のカバーアルバム『RARE TASTY』に収録。
- 富田美憂 - 2022年9月28日配信のデジタルシングル「廻廻奇譚 - from CrosSing」にてカバー。カバーソングプロジェクト『CrosSing - Music＆Voice-』の楽曲としてリリース。